# Escola historicista alemã de economia
A chamada escola historicista alemã de economia (em alemão, Historische Schule der Nationalökonomie) foi uma escola de pensamento - principalmente alemã -, que defendia que o estudo da história é a principal fonte de conhecimento sobre as acções humanas e sobre matérias económicas. Isso porque a economia é dependente da cultura e não pode ser tomada por universal no espaço ou no tempo. Isto expressou uma rejeição da ideia de que teoremas económicos podem ser tidos como universalmente válidos.
Os seus autores perceberam a Economia como uma ciência que se dedica à análise rigorosa da realidade e não à dedução de teoremas de acordo com a lógica. Um dos seus precursores é Friedrich List.
A caracteristica desta escola de pensamento é a preocupação com a realidade em vez de modelos matemáticos auto-referenciais. Grande parte destes autores foram também Kathedersozialisten ("socialistas de cátedra"), ou seja, preocupados com a reforma social e a melhoria da qualidade de vida das massas durante os tempos da industrialização.

## Divisões
A escola historicista pode ser dividida em três sequências:
- a mais antiga, liderada por Wilhelm Roscher, Karl Knies, e Bruno Hildebrand;
- a nova, liderada por Gustav von Schmoller, e incluindo Etienne Laspeyres, Karl Bücher, e de certa forma Lujo Brentano; e
- a mais recente, liderada por Werner Sombart e incluindo Max Weber.

Foi um movimento influente na Prússia, e, até cerca de 1900, também nos Estados Unidos, onde muitos acadêmicos tinham estudado na Alemanha.